# Capestang

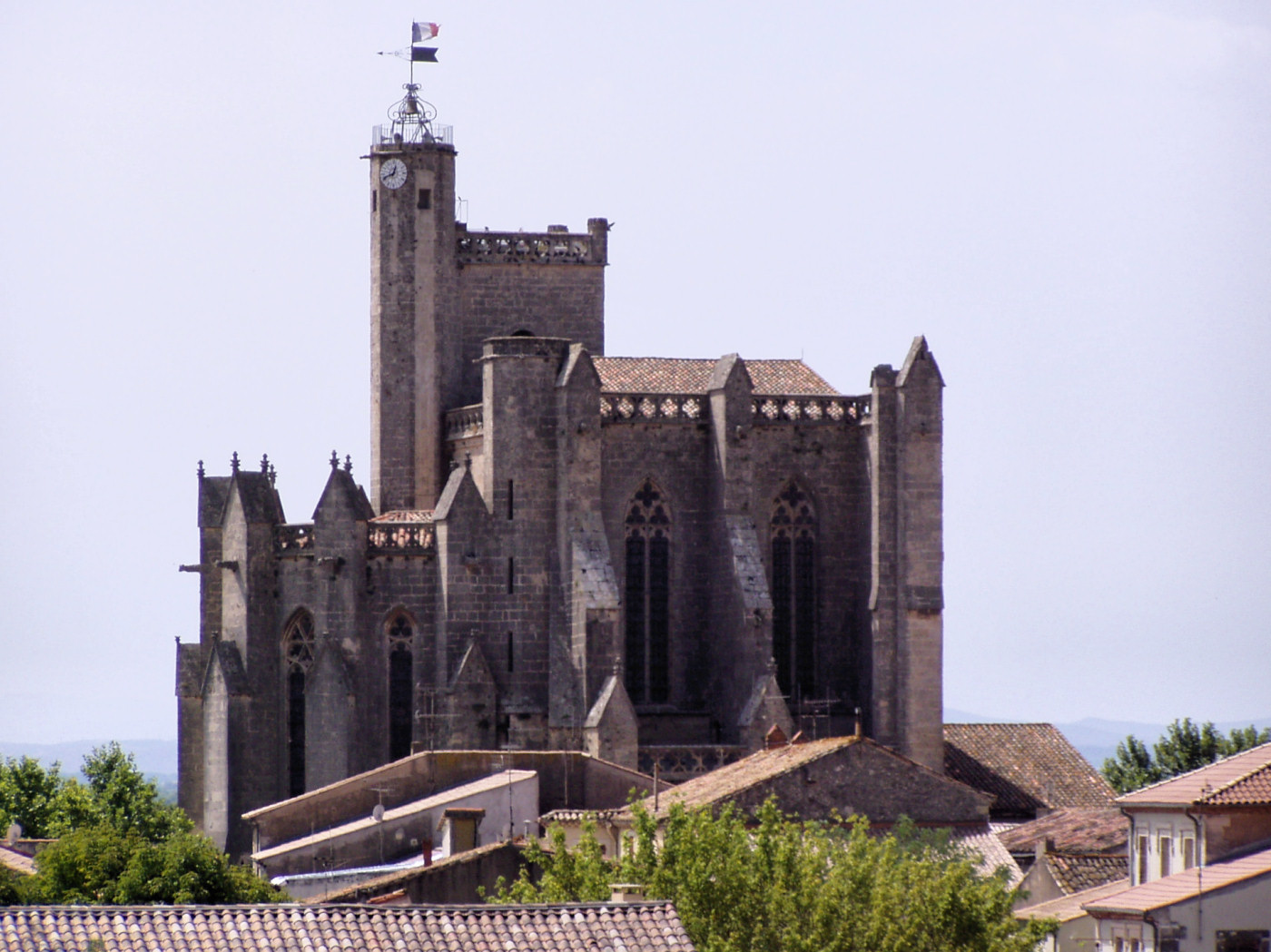

Capestang là một xã thuộc tỉnh Hérault trong vùng Occitanie ở phía nam nước Pháp. Xã này nằm ở khu vực có độ cao trung bình 12 mét trên mực nước biển. Dân số thời điểm năm 1999 là 3010 người.